# Фурия (фильм, 2019)
«Фурия» (вьет. Hai Phượng) — вьетнамский боевик, фильм о боевых искусствах 2019 года режиссёра Ле Ван Кьета. Получил приз «Серебряный лотос» на 21-м Вьетнамском кинофестивале.

## Сюжет
Главная героиня, Хай Фыонг — дочь мастера вовинам из Хошимина, научившаяся у него этому искусству, была изгнана из семьи за связь с бандитами. Теперь она живёт в другом городе с дочерью-школьницей и занимается выбиванием долгов из местных торговцев. Дочери не нравится такое занятие, и она предлагает вместо этого открыть ферму речных животных. Рассчитывая продать драгоценности и выручить денег на ферму, Хай Фыонг с дочерью отправляются на рынок, где между ними происходит ссора. Дочь на некоторое время остаётся без присмотра, и её похищают неизвестные мужчины. Преследуя похитителей, Хай Фыонг приезжает в Хошимин, где пытается получить помощь старых знакомых, семьи и полиции. Она узнаёт, что похищения детей носят массовый характер, а похищенных детей используют как доноров органов. В полицейском участке Хай Фыонг находит имена и адреса подозреваемых и, не дожидаясь помощи полицейских, начинает распутывать клубок преступных связей сама. Выясняется, что детей увозят из Вьетнама на поезде. Хай Фыонг садится в поезд и вступает в бой с бандитами, в чём ей помогает следователь полиции Лыонг, ведущий дело о похищениях детей, также мастер восточных единоборств. По ходу движения похитители отцепляют вагон с детьми, и главная героиня с детьми оказывается на базе бандитов. Тут также продолжается бой, Хай Фыонг получает ранение, но оказывается спасена прибывшими полицейскими во главе с Лыонгом.

## В ролях
| Актёр          | Роль                       |
| -------------- | -------------------------- |
| Вероника Нго   | Фурия                      |
| Кат Ви         | её дочь Май                |
| Фан Тхань Ньен | следователь Лыонг          |
| Фам Ань Хоа    | бандит Чук                 |
| Чан Тхань Хоа  | Тхань Шой главарь бандитов |

## Достижения
- За 4 недели фильм заработал 200 миллиардов донгов (около 8,6 млн долларов США), став самым кассовым в истории вьетнамского кинематографа[1].
- Получил второй по значимости приз, «Серебряный лотос», на 21-м Вьетнамском кинофестивале.
- Выдвигался Вьетнамом на премию «Оскар», но не был номинирован[3].